# HJK Helsinki
HJK Helsinki, właśc. Helsingin Jalkapalloklubi – największy i najbardziej utytułowany klub piłkarski w Finlandii, z siedzibą w Helsinkach.

## Osiągnięcia
- Mistrz Finlandii (33): 1911, 1912, 1917, 1918, 1919, 1923, 1925, 1936, 1938, 1964, 1973, 1978, 1981, 1985, 1987, 1988, 1990, 1992, 1997, 2002, 2003, 2009, 2010, 2011, 2012, 2013, 2014, 2017, 2018, 2020, 2021, 2022, 2023
- Puchar Finlandii (14): 1966, 1981, 1984, 1993, 1996, 1998, 2000, 2003, 2006, 2008, 2011, 2014, 2017, 2020
- Puchar Ligi Fińskiej (6): 1994, 1996, 1997, 1998, 2015, 2023
- Liga Mistrzów (1): faza grupowa w sezonie 1998/1999

## Historia
Klub HJK został założony w 1907 roku przez Franza Fredrika Wathéna. Największym sukcesem fińskiej drużyny w rozgrywkach europejskich było zakwalifikowanie się do Ligi Mistrzów w 1998 roku, po wyeliminowaniu w eliminacjach FC Metz. Mimo zdobycia pięciu punktów, HJK zajął ostatnie miejsce w grupie z 1. FC Kaiserslautern, SL Benficą i PSV Eindhoven.
W sezonie 2014/2015 po raz pierwszy w historii zespół uzyskał awans do fazy grupowej Ligi Europy po wyeliminowaniu w 4. rundzie kwalifikacji Rapidu Wiedeń, gdzie zajął trzecie miejsce w grupie B z Club Brugge, Torino i FC København, od której okazali się lepsi.
W sezonie 2021/2022 klub zakwalifikował się do fazy grupowej Ligi Konferencji Europy po odpadnięciu w 4. rundzie kwalifikacji do Ligi Europy z Fenerbahçe SK. W rozgrywkach grupowych zmierzył się z LASK Linz, Maccabi Tel Awiw i Alaszkertem.

## Obecny skład
Stan na 1 sierpnia 2023
| Nr | Poz. | Piłkarz             |
| -- | ---- | ------------------- |
| 1  | BR   | Jesse Öst           |
| 3  | OB   | Tuomas Ollila       |
| 3  | OB   | Niko Hämäläinen     |
| 4  | OB   | Joona Toivio        |
| 5  | OB   | Kristopher Da Graca |
| 6  | OB   | Aapo Halme          |
| 7  | NA   | Santeri Hostikka    |
| 8  | PO   | Filip Rogić         |
| 9  | NA   | Bojan Radulović     |
| 10 | NA   | Lucas Lingman       |
| 11 | NA   | Roope Riski         |
| 14 | PO   | Matti Peltola       |
| 15 | OB   | Miro Tenho          |
| 16 | OB   | Valtteri Moren      |
| 18 | NA   | Topi Keskinen       |

| Nr | Poz. | Piłkarz                  |
| -- | ---- | ------------------------ |
| 19 | PO   | Aleksi Paananen          |
| 20 | PO   | Tim Sparv                |
| 21 | PO   | Santeri Väänänen         |
| 22 | OB   | Jukka Raitala            |
| 23 | PO   | Pyry Soiri               |
| 24 | PO   | Georgios Kanellopoulos   |
| 25 | BR   | Dejan Iliev              |
| 27 | OB   | Kevin Kouassivi-Benissan |
| 29 | NA   | Anthony Olusanya         |
| 34 | NA   | Maksim Stjopin           |
| 37 | NA   | Atomu Tanaka             |
| 46 | OB   | Oliver Pettersson        |
| 56 | PO   | Përparim Hetemaj         |
| 73 | NA   | David Ezeh               |

### Piłkarze na wypożyczeniu
| Nr | Poz. | Piłkarz                                              |
| -- | ---- | ---------------------------------------------------- |
|    | BR   | Halil Bağci (w SJK do 31 grudnia 2023)               |
|    | BR   | Elmo Henriksson (w IFK Mariehamn do 31 grudnia 2023) |
|    | OB   | Patrik Raitanen (w IFK Mariehamn do 31 grudnia 2023) |
|    | PO   | Johannes Yli-Kokko (w Dundalk do 31 grudnia 2023)    |

| Nr | Poz. | Piłkarz                                                          |
| -- | ---- | ---------------------------------------------------------------- |
|    | NA   | Samuel Anini Jr. (w IFK Mariehamn do 31 grudnia 2023)            |
|    | NA   | Kai Meriluoto (w Stali Mielec do 30 czerwca 2024)                |
|    | OB   | Miska Ylitolva (w Kotkan Työväen Palloilijat do 31 grudnia 2023) |

## Sztab szkoleniowy
Sztab szkoleniowy i medyczny w sezonie 2021/2022
| Funkcja                                             | Imię i nazwisko      |
| --------------------------------------------------- | -------------------- |
| Trener                                              | Toni Koskela         |
| Asystent trenera                                    | Toni Korkeakunnas    |
| Trener drużyny młodzieżowej                         | Mikko Lignell        |
| Trener bramkarzy                                    | Ville Wallén         |
| Trener przygotowania fizycznego                     | Niklas Virtanen      |
| Kitman                                              | Boris Wistuba-Marino |
| Dyrektor sportowy                                   | Markku Peltoniemi    |
| Koordynator Fizjoterapii i przygotowania Fizycznego | Niklas Virtanen      |
| Trener fitness                                      | Álvaro Molinos       |

| Funkcja                        | Imię i nazwisko     |
| ------------------------------ | ------------------- |
| Fizjoterapeuta                 | Toni Taipale        |
| Fizjoterapeuta                 | Pauliina Pitkänen   |
| Lekarz Klubu                   | Tuomas Brinck       |
| Lekarz Klubu                   | Klaus Köhler        |
| Psycholog sportowy             | Antti Peltonen      |
| Skaut Monitorowanie zawodników | Pavel Naboyshchikov |
| Skaut Monitorowanie zawodników | Simon Garnier       |
| Skaut Monitorowanie zawodników | Henri Määttä        |
| Skaut Monitorowanie zawodników | Mikko Lignell       |

## Galeria sław HJK
Galeria Sław HJK powstała w związku z jubileuszem 90-lecia klubu. Do Galerii Sław włączono wówczas 16 osób. Od czasu powstania Galerii Sław lista była uzupełniana.
| - 1. Niilo Tammisa - 2. Eino Soinio - 3. Aatos Lehtonen - 4. Reijo Jalava - 5. Kai Pahlman - 6. Aulis Rytkönen - 7. Paavo Heinonen - 8. Lauri Lehtinen - 9. Miikka Toivola - 10. Jari Europaeus - 11. Henry Forssell - 12. Juha Dahllun - 13. Pasi Rautiainen - 14. Jyrki Nieminen - 15. Hanna-Mari Sarlin - 16. Atik Ismail - 17. Markku Kanerva |  | - 18. Markku Peltoniemi - 19. Jari Rantanen - 20. Kari Rissanen - 21. Aki Hyryläinen - 22. Tommi Grönlund - 23. Petri Helin - 24. Mika Lehkosuo - 25. Aarno Turpeinen - 26. Ville Nylund - 27. Christina Forssel - 28. Terhi Uusi- Luomalahti - 29. Markku Palmroos - 30. Aki Riihilahti - 31. Pasi Rasimus - 32. Kaija Salopuro - 33. Heidi Lindström - 34. Ville Wallén |